# Головинщинский район
Головинщинский райо́н — административно-территориальная единица в Пензенской области РСФСР, существовавшая в 1935—1956 годах. Административный центр — село Головинщино.

## География
Район располагался в центральной части Пензенской области западнее Пензы.

## История
Район был образован 25 января 1935 года в составе Куйбышевского края в результате разукрупнения Каменского района.
С 1936 года район в составе Куйбышевской области, с 27 ноября 1937 года — в Тамбовской области.
4 февраля 1939 года передан в состав вновь образованной Пензенской области (население района составляло 28 652 чел.).
30 ноября 1956 года район был упразднён, его территория вновь разделена между Каменским, Нижнеломовским, Мокшанским и Пачелмским районами.